# Далиджская картинная галерея

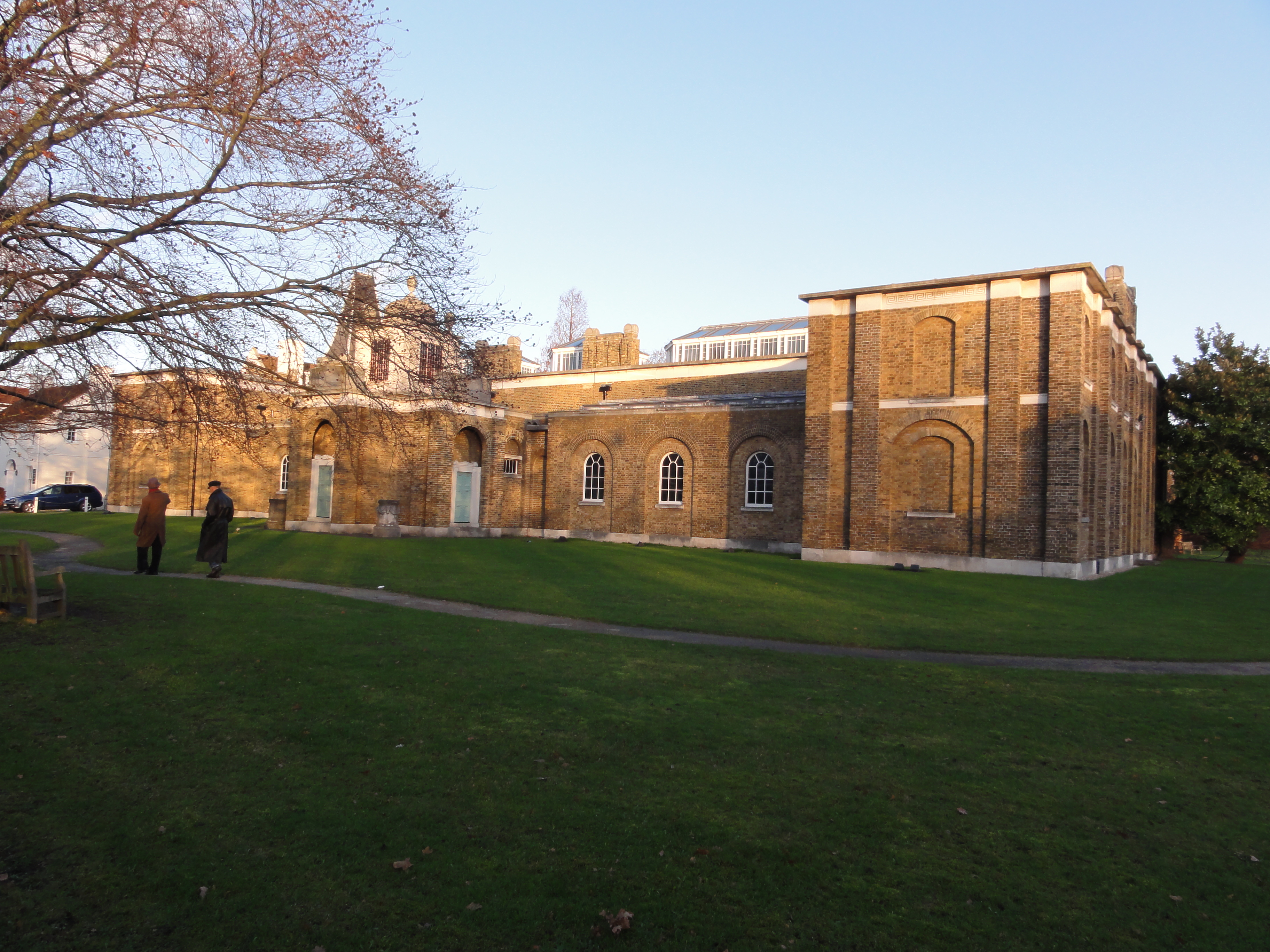
Здание музея

Да́личская или Далиджская карти́нная галере́я (Dulwich Picture Gallery) — старейшая художественная галерея Англии. Находится в Даличе к югу от исторического Лондона (ныне часть британской столицы).
Один из популярнейших актёров елизаветинской Англии, Эдуард Аллен, в 1605 году смог купить усадьбу Далич в графстве Суррей. По совету своего тестя Джона Донна он завещал весьма крупное своё состояние на устроение Далидж-колледжа. В распоряжение колледжа переходило и его собрание портретов известных людей.
В конце XVIII века одним из самых успешных антикваров и галеристов Лондона был художник Фрэнсис Буржуа (1753—1811). Буржуа и его партнёр Ноэль Дезанфан (француз родом) получили крупный заказ от польского короля Станислава Понятовского — собрать первоклассное художественное собрание для будущего музея в столице Речи Посполитой. Понятовский хотел завести у себя нечто подобное Эрмитажу Екатерины II. Пока Буржуа и Дезанфан скупали произведения искусства для польского короля, произошёл третий раздел Польши и Понятовский потерял корону.

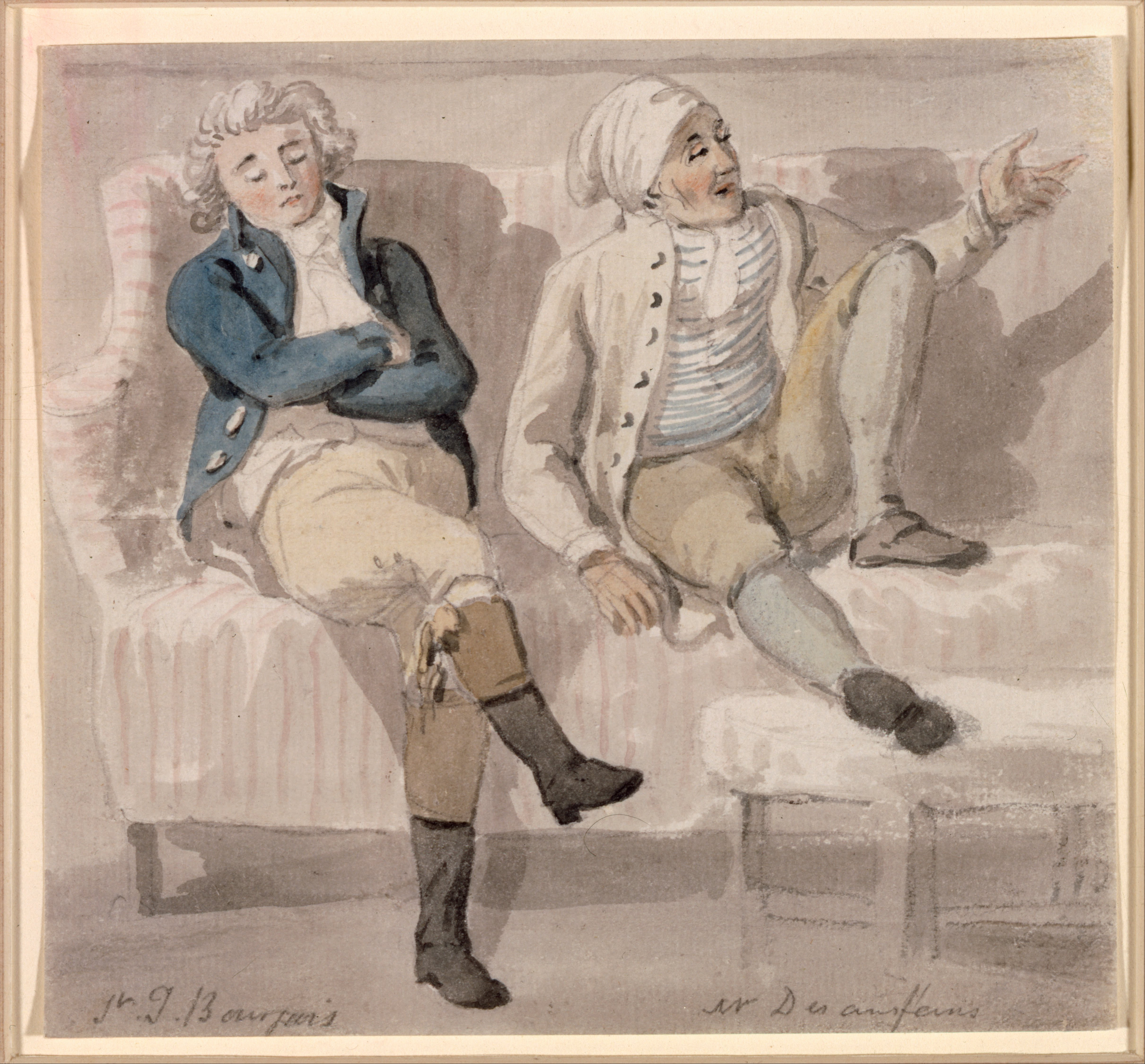
Буржуа и Дезанфан

Друзья тщетно пытались продать собрание другим коронованным особам. Их предложение создать государственную художественную галерею в Лондоне было отвергнуто правительством. В итоге Буржуа завещал собрание колледжу в Даличе под условием, что тот выделит землю для строительства мавзолея Буржуа и Дезанфана, а также выстроит для экспонирования картин здание общедоступного музея. Уточнялось и имя архитектора — сэр Джон Соун. Поскольку средства Буржуа были ограничены, Соун возвёл для музея непритязательное кирпичное здание без обязательных для эпохи классицизма колонн. Это один из первых в истории примеров чисто музейной архитектуры.
Далиджская галерея распахнула свои двери в 1817 году; молодые лондонцы спешили в Далич копировать шедевры старых мастеров. В первое время коллекция пополнялась за счет завещательных отказов. Так, свои собрания портретов оставили музею в Даличе художник Уильям Бичи (1753—1839) и музыкант Уильям Линли (1771—1835, брат Э. Линли-Шеридан). О посещении Далиджской галереи господином Пиквиком упоминает в своём романе Диккенс. В 1824 году была основана Лондонская Национальная галерея, и интерес к её старшему собрату стал падать.

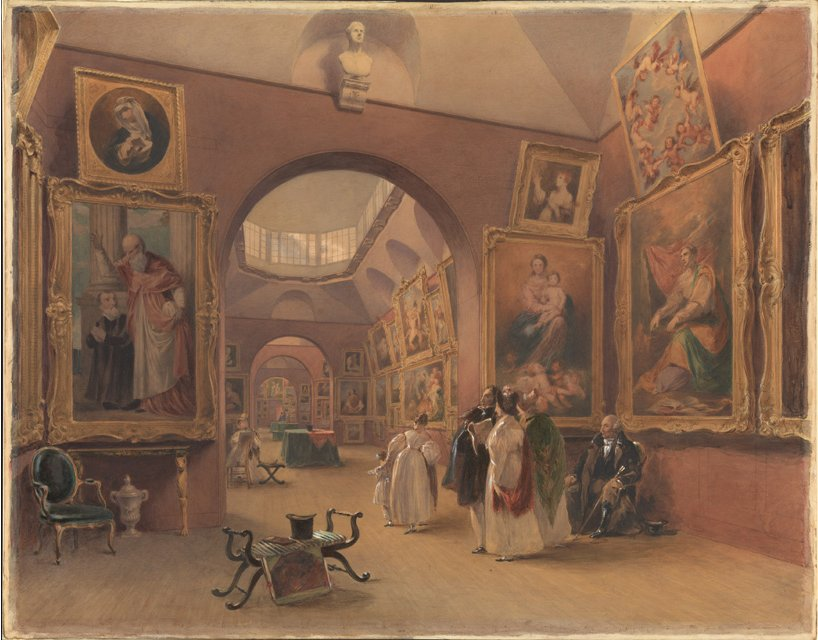
Посещение галереи в 1830 году

В середине XX века музей дважды оказывался в центре внимания: в июле 1944 года в усыпальницу основателей музея попала немецкая бомба, а в 1966 году из музея были похищены по три работы Рубенса и Рембрандта. Среди последних — портрет Якоба де Гейна III, который из музея выносили в общей сложности четырежды (своеобразный рекорд музейного мира). Скотленд-Ярд оперативно вычислил злоумышленников и вернул в музей украденные полотна.
В 1994 г. музей был выведен из ведения Даличского колледжа, получив форму самостоятельного благотворительного фонда, а в 1999 г. к историческому зданию музея была добавлена современная пристройка.
Далиджская картинная галерея даёт представление о вкусах ценителей искусства в эпоху Просвещения. При составлении коллекции Буржуа и Дезанфан сделали ставку на голландских, фламандских и французских художников XVII века. Музей располагает более чем десятью полотнами таких мастеров, как Рубенс, Тенирс, Пуссен, Кёйп, Вауэрман. Хорошо представлены и британские портретисты XVII—XIX вв.